# Mount Arthur (Antarktika)
Mount Arthur ist ein 1290 m hoher Berg im ostantarktischen Enderbyland. Er ragt unmittelbar westlich des Mount Douglas und 6 km nordwestlich des Simpson Peak am westlichen Ende der Scott Mountains auf.
Kartiert wurde der Berg anhand von Luftaufnahmen, die 1956 bei einer zu den Australian National Antarctic Research Expeditions zählenden Forschungsreise entstanden. Das Antarctic Names Committee of Australia (ANCA) benannte den Berg am 24. November 1961 nach dem Elektroinstallateur John T. Arthur, der 1960 auf der Mawson-Station tätig war.